# Sistema Perímetro
El Sistema Perímetro (en ruso: Система «Периметр» 15Э601) es un dispositivo nuclear de la guerra fría utilizado por la Unión Soviética. Aún se cree que el sistema se encuentra activo en la Rusia postsoviética. En funcionamiento puede lanzar automáticamente los misiles balísticos intercontinentales rusos si un golpe nuclear es detectado por sensores sísmicos, de luz, radioactivos y de sobrepresión. En la mayoría de casos, se encuentra apagado y se supone activo durante crisis peligrosas, sin embargo, se estima que es totalmente funcional a su propósito. El Sistema Perímetro fue puesto en funcionamiento en enero de 1985.

## Motivación
El propósito del sistema, descrito en el libro del mismo nombre, era el de enviar un contraataque con armamento nuclear a los enemigos de la URSS incluso en caso de la destrucción de toda la dirigencia soviética.
Las preocupaciones soviéticas aumentaron cuando, a inicios de la década de 80's, los EE. UU. desarrollaron mayor precisión en sus misiles disparados desde submarinos. Hasta entonces, los Estados Unidos podían lanzar la mayoría de sus armas nucleares por medio de misiles balísticos intercontinentales o aviones bombarderos.

## Uso actual
Se desconoce si Rusia utiliza el sistema en la actualidad, aunque es posible que aún sea funcional. Un artículo, en 2009, de la revista Wired asegura que el dispositivo existe, esta listo para actuar y que aun recibe actualizaciones de sistema.
En 2011 el General Sergey Karakaev, comandante de las Fuerzas de Misiles Estratégicos rusos, en entrevista con un tabloide ruso, confirmó el estado operacional del Sistema de Comunicación y Evaluación de Perímetro.